# Edmund J. Siennicki
Edmund John Siennicki (Cleveland (Ohio), 11 april 1920 – Medina (Ohio), 3 mei 2014) was een Amerikaans componist, muziekpedagoog, dirigent, fagottist en pianist.

## Levensloop
Siennicki kwam op 12-jarige leeftijd in gesprek met Ignacy Jan Paderewski en de kleine Edmund was zo onder indruk van deze man, dat hij hem heeft beïnvloed. Zijn studies deed hij aan de Kent State University in Kent (Ohio), waar hij in 1946 zijn Bachelor of Music behaalde. Aansluitend studeerde hij muziek en pedagogiek aan het Teachers College van de Columbia University in New York en behaalde aldaar zijn Master of Arts. Zijn leraren waren onder andere voor compositie Herbert Elwell en Vincent Persichetti en voor elektronische muziek Sergio Barroso.
Hij was leraar en docent aan de Cleveland Junior High Schools, aan verschillende High Schools in Michigan en aan de Kent State University in Kent (Ohio). In 1994 werd hij door de Kent State University met de Alumnus Award van de School of Music onderscheiden.
Als fagottist en pianist speelde hij in verschillende orkesten en ensembles. Verder was hij als dirigent werkzaam bij het Medina Symphony Orchestra, het Tuba Christmas Ensemble en de All Ohio State Fair Band.
De componist Siennicki won prijzen in de National School Orchestra composition contests en werd onderscheiden met prijzen van de American Society of Composers, Authors and Publishers (ASCAP). Twee jaren was hij composer in residence van de MacDowell Colony. Hij schreef meer dan 200 werken in verschillende genres.
Edmund J. Siennicki overleed in 2014 op 94-jarige leeftijd.

## Composities

### Werken voor orkest
- 2006 2nd Suite (Galaxy), voor strijkorkest
- 2 Tunes for Fiddlin, voor strijkorkest
- 3 European Dances, voor strijkorkest
  1. Fiesta Española
  2. Waltz Viennese
  3. Ballet Française
- 3 Christmas Classics, voor strijkorkest
  1. Sleighride
  2. Jesu, Joy of Man's Desiring
  3. Sheep While Safely Grazing
- An Evening in Salzburg, voor strijkorkest
- Baroque Fugue, voor strijkorkest
- Blue Heron, voor strijkorkest
- Bonita Dia, voor strijkorkest
- Capriccio, voor orkest
- Caribbean Festival, voor strijkorkest
- Celtic Kilts, voor strijkorkest
- Colonial Christmas, voor orkest
- Dancing Jelly Beans, voor strijkorkest
- Dorian Parade, voor strijkorkest
- Festive Dance, voor strijkorkest
- Fox in the Chicken House, voor strijkorkest
- Frog in a Tree, voor strijkorkest
- Golden Harvest, voor strijkorkest
- Habañera, voor strijkorkest
- Hokie Dokie Dumpling, voor strijkorkest
- Jazzy Blues, voor strijkorkest
- Jogging in the Park, voor strijkorkest
- Left-Right, Left-Right, voor strijkorkest
- Minuet in G, voor strijkorkest
- Scherzando, voor strijkorkest
- Scherzo "Ski Run", voor orkest
- Smooth Sailing, voor strijkorkest
- Spiccato Moderato, voor strijkorkest
- Strawberry Fluff, voor orkest
- String a Song of Christmas, voor strijkorkest
- Stringin' the Blues, voor strijkorkest
- Suite for Strings, voor strijkorkest
  1. Aria
  2. Romance
  3. Processional
- The Elves' Toy Shop, voor strijkorkest
- The Kings and St. Nick, voor strijkorkest
- Two By Berlin, voor orkest
- Walden, Ballad for Strings, voor strijkorkest
- Wind Dancer, voor strijkorkest
- Yuletide Cheer, voor strijkorkest

### Werken voor harmonieorkest
- 1994 A Flower for Theresa (opdracht van Theresa Strekely, klarinettiste in de Medina County Middle School Honors Band)
- Autumn colors and playful percussion
- Brazilian Holiday
- Caroussel
- Fight on with KSU
- Hymn and Fugue
- Macaulay March
- Marziale e Danza
- One Hundred Years
- Patty-Cake
- Robots in Rhythm
- Scandinavian Dance
- Scherzo
- Suite
- Swing around (opgedragen aan Marcus L. Neiman, dirigent van de Medina County Middle School Honors Band)
- Symphony

### Kamermuziek
- 1987 Harvest Waltz, voor klarinet en piano
- 2 Short Pieces, voor basklarinet en piano
- Act 3, voor 3 klarinetten piano
- Allegro, voor blazerskwintet
- Barcarolle and Scherzetto, voor basklarinet en piano
- Cripple Creek, voor fagot en piano
- Happy Song, voor altsaxofoon en piano
- Journey, voor klarinet en slagwerk
- Pony Ride, voor dwarsfluit, klarinet en fagot (of basklarinet)
- Population Zero, voor dwarsfluit, klarinet en fagot (of basklarinet)
- Romanze, voor fagot en piano
- Skipping, voor fagot en piano
- The Rooster, voor altsaxofoon en piano
- The Swan, voor klarinet en piano

### Werken voor klarinettenkoor
- Toccata for Clarinet Choir

### Werken voor blokfluiten
- Recorder Fun, studies voor sopraan- en tenorblokfluit

## Publicaties
- James B. Lyke: What Should Our Piano Minors Study?, in: Music Educators Journal, Vol. 56, No. 4 (Dec., 1969), pp. 49+51+53